# Chiesa di San Marco Evangelista (Gardone Val Trompia)
La chiesa di San Marco Evangelista è la parrocchiale di Gardone Val Trompia, in provincia e diocesi di Brescia; fa parte della zona pastorale della Bassa Val Trompia.

## Storia
Il culto di san Marco evangelista fu promosso a Gardone forse dalla nobile famiglia degli Avogadro, che deteneva il patronato della chiesa di San Marco di Brescia.

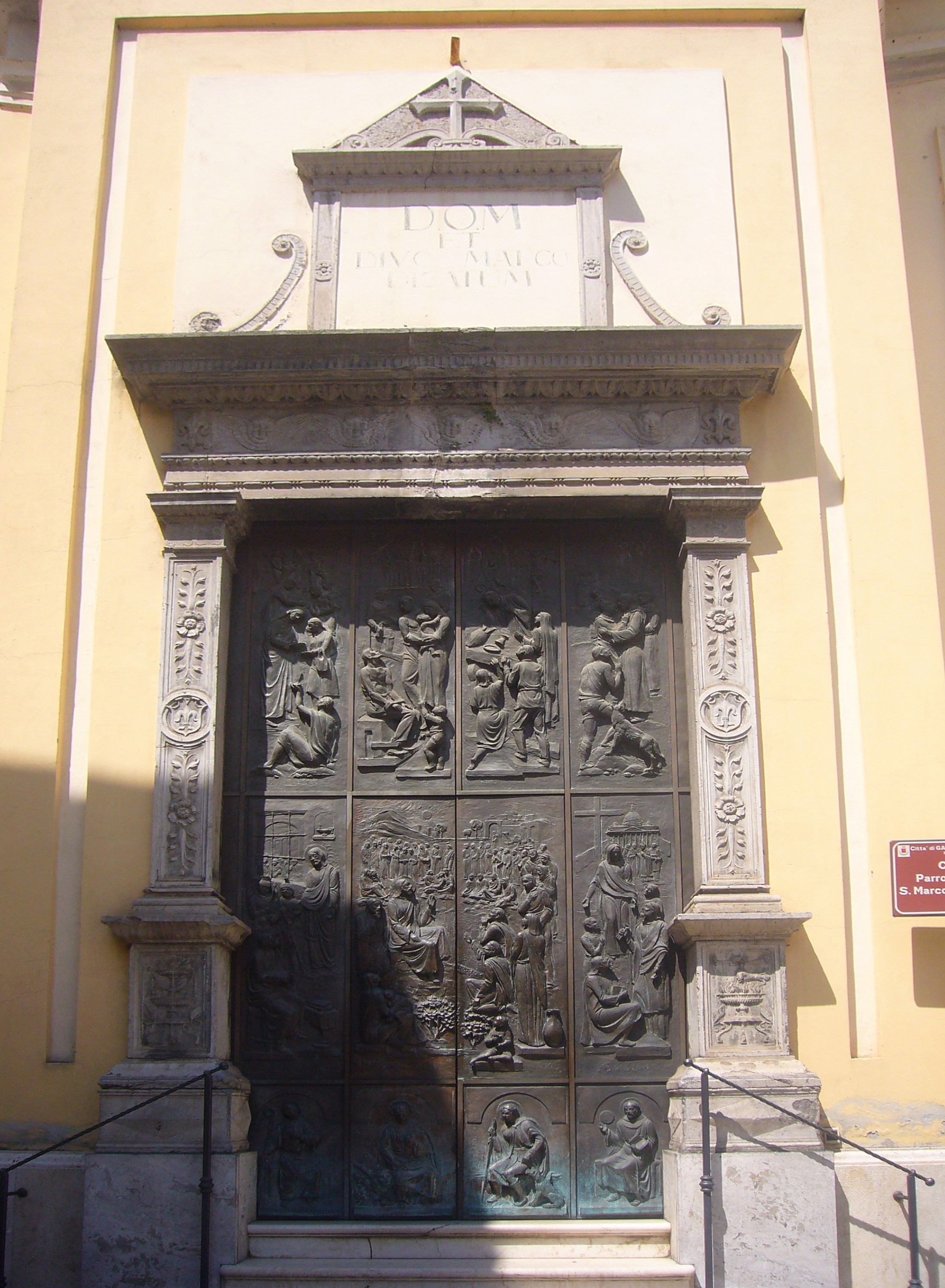
Il portale d'ingresso

Nel Trecento risultava già esistente una cappella intitolata all'evangelista, che, come si legge nel Catalogo capitolare del 1410, era filiale della pieve di Inzino, da cui si affrancò nel XVI secolo; questo primitivo luogo di culto venne interessato da un rifacimento alla fine del Quattrocento o agli inizi del Cinquecento.
Dalla relazioni delle visite pastorali dell'arcivescovo di Milano Carlo Borromeo e del vescovo di Brescia Giovanni Dolfin s'apprende che la chiesa era dotata di due navate, che era insufficiente a soddisfare le esigenze dei fedeli e che il campanile era dotato di due campane.
Tra la fine di quel secolo e l'inizio del successivo la parrocchiale venne ricostruita, per poi essere consacrata il 14 aprile 1606 dal vescovo Marino Zorzi. Ignoto è l'architetto che disegnò la chiesa, ma l'edificio risente di certi stilemi cari al Bagnadore.
Tra il 1924 e il 1930 furono eseguite le decorazioni dell'interno da parte di Eliodoro Coccoli e tra il 1936 e il 1939 si procedette all'edificazione del transetto. 
L'interno della chiesa fu interessato da un restauro nel 1966 e nel 1982 venne eseguito l'intervento di adeguamento liturgico secondo le usanze postconciliari mediante l'aggiunta dell'altare rivolto verso l'assemblea.

## Descrizione

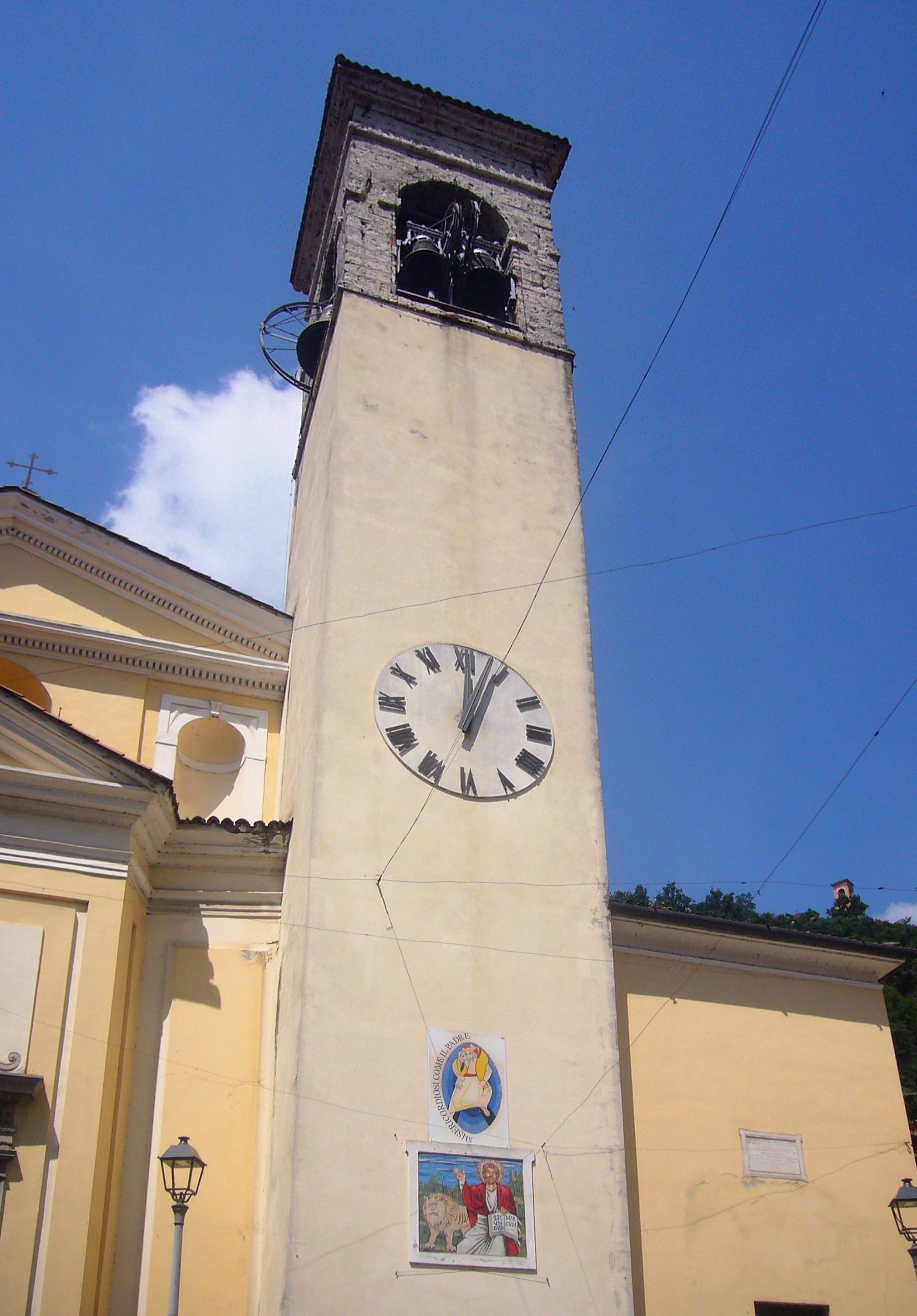
Il campanile

### Esterno
La facciata a salienti della chiesa, rivolta a oriente, si compone di tre corpi: quello centrale, preceduto da un avancorpo timpanato in cui s'apre il portale maggiore, presenta un oculo e due nicchie ed è coronato dal frontone, l'ala sinistra è caratterizzata dall'ingresso secondario, mentre quella destra è nascosta dalla torre campanaria.
Annesso alla parrocchiale si erge il campanile a pianta quadrata, la cui cella presenta su ogni lato una monofora ed è coperta dal tetto a quattro falde.

### Interno
L'interno dell'edificio, a pianta a croce latina con transetto, si compone di tre navate, separate da pilastri cruciformi sorreggenti archi a tutto sesto, sopra i quali corre la trabeazione modanata e aggettante su cui si impostano le volte, a botte sulla navata centrale e a crociera su quelle laterali; al termine dell'aula si sviluppa il presbiterio, rialzato di alcuni gradini, ospitante l'altare maggiore e coperto dalla cupoletta.
Qui sono conservate diverse opere di pregio, tra le quali l'affresco con soggetto San Giovanni Battista che battezza Gesù nelle acque del Giordano, eseguito da Eliodoro Coccoli nel 1930, l'altare laterale dei Santi Prospero e Carlo Borromeo, costruito nel 1756, la tela raffigurante i Santi Lorenzo e Antonio da Padova con san Carlo Borromeo che porge la Comunione a san Luigi Gonzaga, firmata da Francesco Lorenzi, la pala ritraente l'Ascensione di Gesù, realizzata da Francesco Paglia, e il dipinto che rappresenta il Martirio di San Pietro da Verona, eseguito da Giovanni Battista Galeazzi nel 1599.